# Distrito de Baktalórántháza
El distrito de Baktalórántháza (húngaro: Baktalórántházai járás) es un distrito húngaro perteneciente al condado de Szabolcs-Szatmár-Bereg.
En 2013 tiene 19 521 habitantes. Su capital es Baktalórántháza.

## Municipios
El distrito tiene una ciudad (en negrita), un pueblo mayor (en cursiva) y 10 pueblos.
Ciudad
- Baktalórántháza

Pueblos
- Besenyőd
- Laskod
- Levelek
- Magy
- Nyíribrony
- Nyírjákó
- Nyírkércs
- Ófehértó
- Petneháza
- Ramocsaháza
- Rohod